# قتاد حمريني
القَتَاد الحمريني (باللاتينية: Astragalus hamrinensis) نوع نباتي عشبي من جنس القتاد.

## البيئة والانتشار
يكون موطنه في المناطق معتدلة الحرارة مثل بلاد الشام والعراق.

## مرادفات للاسم العلمي
- (باللاتينية: Astragalus duplostrigosus Post & Beauverd)